# Pogrom de Safed de 1834
Le pogrom de Safed de 1834, aussi appelé le grand pillage de Safed se rapporte aux émeutes qui  se sont déroulées en 1834 à Safed, en Galilée, pendant la révolte arabe de Palestine contre Ibrahim Pacha d'Égypte, et qui ont conduit à des pertes humaines pour la communauté juive de la ville. 

## La communauté juive de Safed
Sous l'Empire ottoman, Safed fait partie du vilayet (wilaya en arabe) de Sidon, et sert aussi de centre administratif au sandjak du même nom. Les Juifs du vilayet résident principalement à Safed et à Tibériade, avec de plus petites communautés à Haïfa, Pekiin, Acre et Shefa Amr. Vers 1625, l'orientaliste Italien Franciscus Quaresmius parle de Safed comme d'une ville habitée principalement par les Hébreux, qui y ont leurs synagogues et leurs écoles, et qui reçoivent des contributions de subsistance des Juifs des autres parties du monde. 
En 1724, la peste décime la population et en 1759, un tremblement de terre détruit la majeure partie de la ville. La communauté va se renforcer avec l'arrivée entre 1776 et 1781 de Juifs russes et en 1809-1810 de 500 Juifs Perushim (disciples du Gaon de Vilna) originaires de Lituanie. En 1812, la peste sévit de nouveau, tuant 80 pour cent de la population juive et en 1819, les Juifs survivants sont rançonnés par Abdullah Pacha, gouverneur d'Acre.

## Genèse du conflit
En 1831, la région du sud de la Syrie, dont fait partie Safed, est annexée par Méhémet Ali, vice-roi d'Égypte. En 1834, une révolte éclate en réaction à la conscription obligatoire de tous les citoyens dans l'armée égyptienne, et de manière plus générale contre la politique de modernisation imposée par l'Égypte. Les principaux notables et les chefs ruraux de Naplouse, Hébron et de la région de Jérusalem et de Jaffa, qui voient leur pouvoir désormais strictement contrôlé, ont dirigé la révolte ; ceux qui sont à l'origine de l'insurrection sont exécutés par le général égyptien victorieux, les notables de moindre rang sont exilés. « Un ordre autoritaire est mis en place, au détriment de la multiplicité des libertés locales ».
Parmi les mesures de modernisation impopulaires, il y a l'établissement de conseils consultatifs au niveau de chaque grande localité, dans lesquels - nouveauté importante - « des non-musulmans, chrétiens et juifs, sont admis : ils doivent seconder l'administration égyptienne en lui fournissant des informations et en avalisant ses décisions ».

## L'attaque sur Safed
L'attaque débute le 15 juin 1834. Le nombre de morts n'est pas connu. Henry Laurens écrit : en 1834 « la population juive de Safed, attaquée par les révoltés, souffre de plusieurs pertes humaines et de pillages ». Ni Gabriel Baer historien du Moyen-Orient du XIXe siècle, ni Hillel Cohenne donnent aucune estimation chiffrée dans leur récit et analyse de l'événement.
Abraham Yaari (1899-1966) dans son histoire de la communauté juive en Terre d'Israël du XVIIe siècle au XXe siècle écrit que les villageois arabes ainsi que les gens de la ville, se sont armés et ont attaqué les Juifs, violé leurs femmes et détruit  leurs synagogues. 
Le rabbin Israel de Shklov fait parvenir, de sa cachette, des lettres aux consuls de plusieurs états étrangers situés à Beyrouth, pour les informer en détail des épreuves endurées par les Juifs dont plusieurs sont sujets d'états étrangers. Les consuls encouragent alors Ibrahim Pacha de se rendre à Safed, de mater la rébellion et de sauver les Juifs de la tuerie. Ibrahim envoie l'émir des Druzes, Emir Bashir, du Liban en Galilée, et le 17 juillet, l'émir arrive aux portes de Safed avec une troupe importante et réprime l'émeute. La plupart des émeutiers s'enfuient mais leurs chefs sont arrêtés et exécutés dans la rue. Les Juifs de Safed retournent alors chez eux pour ramasser leurs biens restant. Les consuls essaient de récolter de l'argent pour venir en aide aux plus démunis de leurs sujets et établissent une liste des dommages. Mais les victimes ne recevront que sept pour cent de la valeur des biens volés ou endommagés. 
Selon Hillel Cohen, l'attaque contre les juifs de Safed constitue une exception à cette époque dans un contexte de relations judéo-musulmanes paisibles. Cet auteur formule l'hypothèse selon laquelle l'entrée en jeu des Européens au Moyen-Orient expliquerait l'attaque contre les juifs de Safed : d'une part, l'immigration de juifs européens (non arabophones) en Terre sainte avait connu une augmentation durant les années précédentes ; d'autre part, les puissances européennes soutenaient les communautés juives, les séparant ainsi des Arabes non-juifs avec lesquels elles avaient cohabité pendant des siècles.
Selon Norman Stillman des émeutiers étaient excités par un prédicateur local, du nom de Muhammad Damoor, s'autoproclamant prophète islamique, qui prédit le massacre qu'il fomente.

## Après le pogrom
Trois ans plus tard, le 1er janvier 1837, la ville est détruite par un tremblement de terre. Le séisme tue 2 158 habitants dont 1 507 sujets ottomans, Musulmans et Juifs. La partie nord de la ville à majorité juive est presque entièrement ravagée, tandis que la partie sud musulmane est beaucoup moins sévèrement atteinte. 
« En 1838, les Druzes du Hauran et du Liban se révoltent à leur tour contre Ibrahim Pacha et pillent une nouvelle fois la communauté juive de Safed », écrit Henry Laurens.  
Tous ces événements vont perturber pendant longtemps la vie de la communauté juive de Safed.

## Source
- (en) Cet article est partiellement ou en totalité issu de l’article de Wikipédia en anglais intitulé « 1834 Safed pogrom » (voir la liste des auteurs).